# Laura Bush

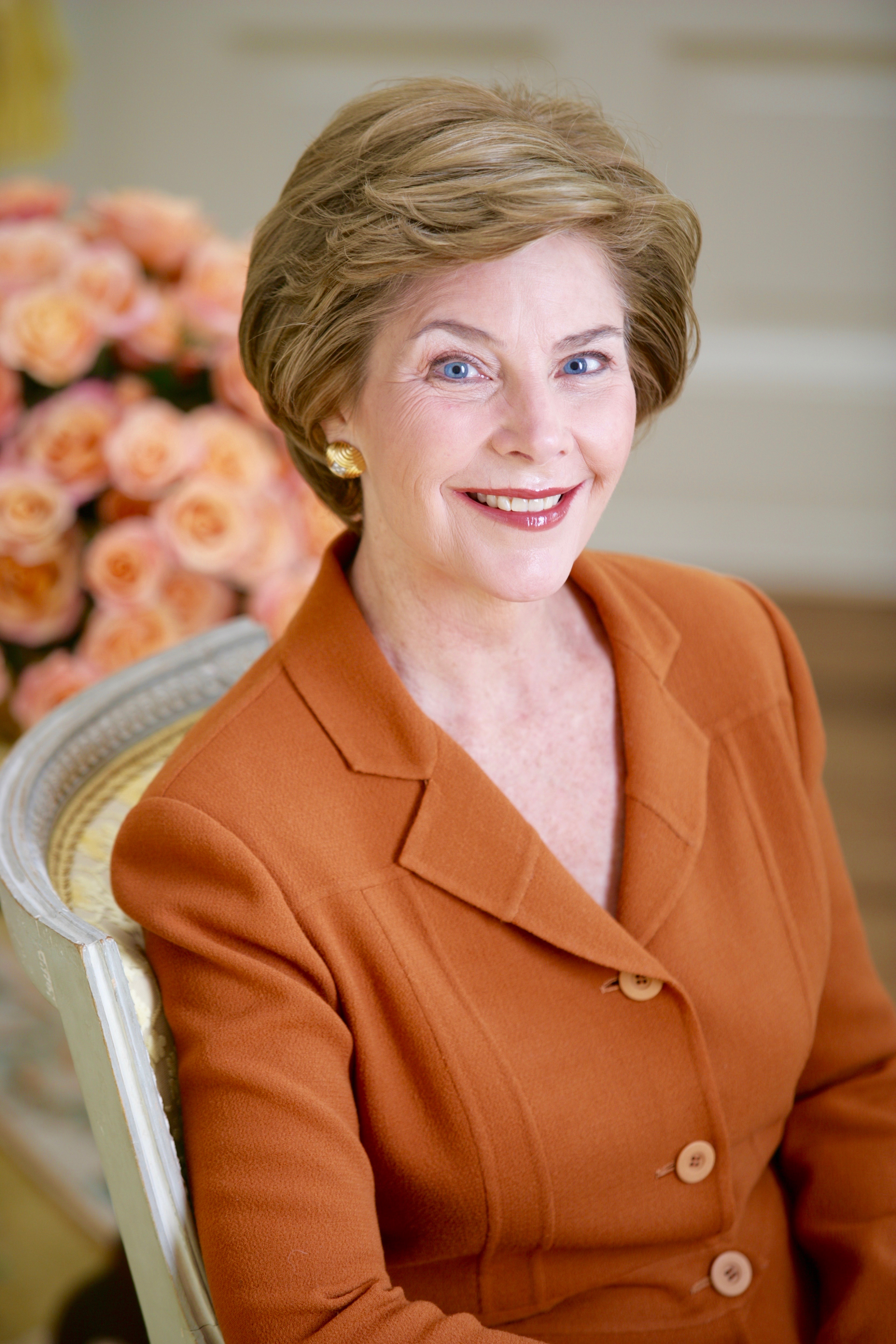
Laura Bush (2005)

Laura Lane Welch Bush (* 4. November 1946 in Midland, Texas als Laura Lane Welch) ist die Ehefrau des ehemaligen amerikanischen Präsidenten George W. Bush und war damit von 2001 bis 2009 die First Lady der Vereinigten Staaten.
Welch wuchs als Einzelkind in Midland auf. An der Southern Methodist University machte sie 1968 einen Bachelor in Grundschulpädagogik. Nach einigen Jahren als Lehrerin studierte sie an der University of Texas at Austin Bibliothekswissenschaft und erreichte 1972 ihren Master. Danach arbeitete sie schließlich als Schulbibliothekarin in Austin. Hier lernte sie über gemeinsame Freunde George W. Bush kennen und heiratete ihn knapp drei Monate später im November 1977.
Laura Bush begleitete und unterstützte ihn auf seinen folgenden Wahlkämpfen um einen Sitz im Repräsentantenhaus, das Amt des Gouverneurs von Texas und schließlich das Weiße Haus. Als First Lady unternahm sie zahlreiche Auslandsbesuche und setzte überdauernde Initiativen im Bereich der Frauenrechte, des Umwelt- und Denkmalschutzes, der Bildung und Gesundheit in Gang. Einige Wochen nach den Terroranschlägen am 11. September 2001 hielt sie als erste Präsidentengattin die wöchentliche Radioansprache des Präsidenten. 2005 besuchte sie als erste First Lady nach Pat Nixon mit Afghanistan einen aktuellen Kriegsschauplatz der amerikanischen Streitkräfte. Laura Bush wurde eine der beliebtesten First Ladys, seitdem die Gallup Organization Umfragen zu diesem Zwecke erhob. Im Jahr 2010 veröffentlichte sie ihre Autobiographie Spoken from the Heart.
Auch nach der Präsidentschaft ihres Mannes setzte Laura Bush ihr internationales Engagement für Frauenrechte fort. Zusammen mit Michelle Obama initiierte sie die First Ladies Initiative zur Unterstützung Afrikas.

## Leben

### Kindheit und Ausbildung (1946–1969)
Die spätere First Lady kam im November 1946 in Midland, damals noch eine Kleinstadt in der Prärie von Westtexas vor dem Ölboom, als Laura Lane Welch zur Welt. Sie wuchs als Einzelkind auf, denn drei Geschwister starben nur wenige Tage nach ihrer Geburt. So lernte Welch bereits in jungen Jahren, sich alleine zu beschäftigen, wurde eine begierige Leserin und bereits mit fünf Jahren eingeschult. Ihre Eltern, deren Vorfahren überwiegend aus England stammten, hatten 1944 in einer Militärkapelle in Fort Bliss geheiratet. Zu dieser Zeit diente Harold Welch als Richtschütze in der United States Army, während Jenna Hawkins als Buchhalterin in einem Kaufhaus in El Paso arbeitete. Welch kämpfte im Zweiten Weltkrieg in Europa und gehörte im April 1945 zu den Soldaten, die das KZ Mittelbau-Dora befreiten. Nach dem Krieg arbeitete er in einem Kreditunternehmen in El Paso. Als der Ölboom in Midland zu einer großen Nachfrage nach Eigenheimen führte, zog die Familie dorthin. Ihr Vater gründete dort ein Wohnungsbauunternehmen, was ihm angesichts des rasanten Bevölkerungswachstums geschäftlichen Erfolg bescherte. Als Jugendliche kam Welch mit der Rassentrennung in Kontakt, weil die Schulen im Ort noch der Segregation unterlagen. Als Teenager störte Welch sich daran, als 1960 ihre High School nach dem Südstaaten-General Robert E. Lee benannt wurde.

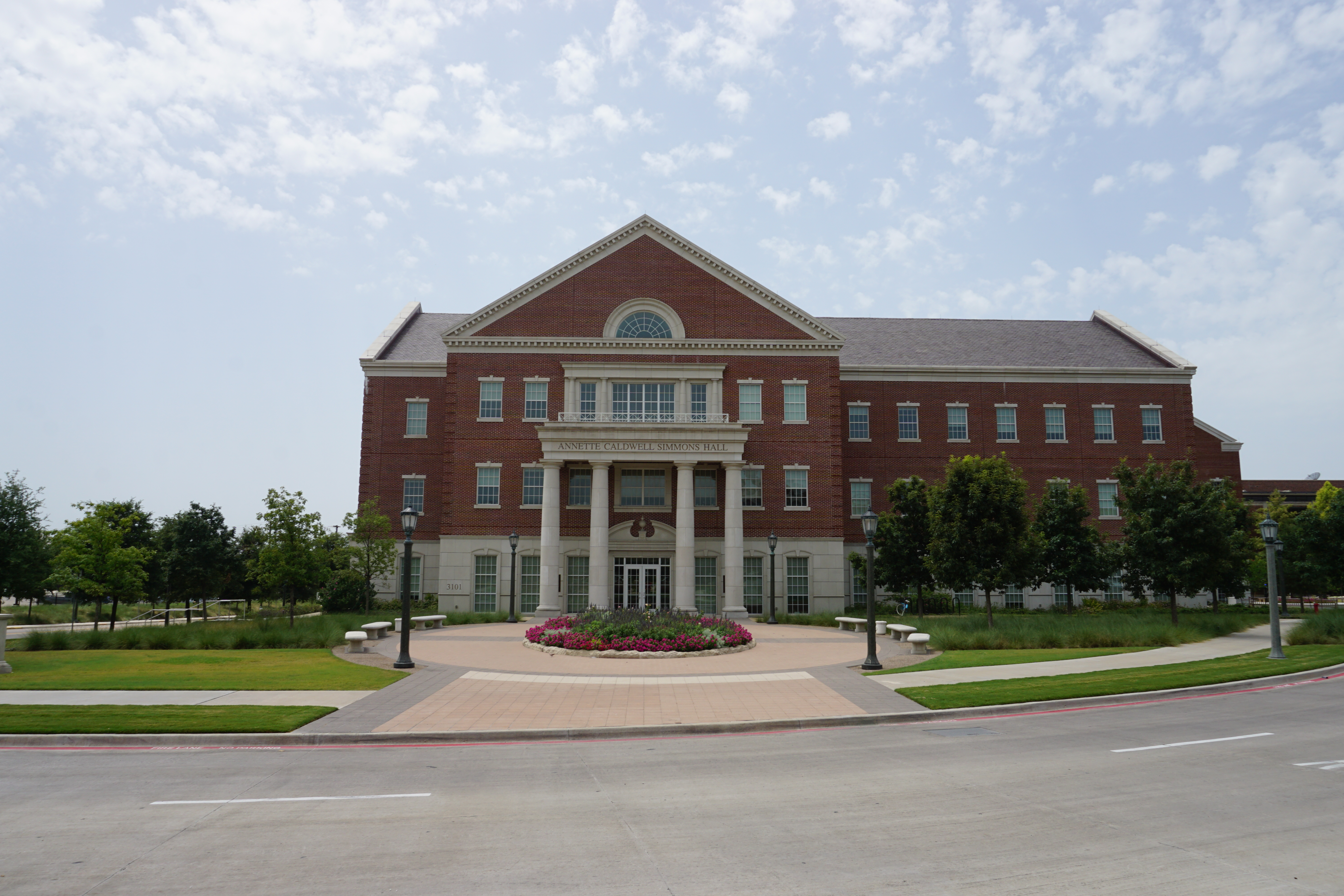
Die Annette Caldwell Simmons Hall auf dem Campus der Southern Methodist University (2016) ist das Hörsaalgebäude für Pädagogik.

Am 6. November 1963 verursachte Welch bei einer Nachtfahrt durch das Übersehen eines Stoppschildes auf einer unbeleuchteten Landstraße einen Autounfall, bei dem der Fahrer des anderen Wagens, ihr enger Freund Michael Dutton Douglas (1945–1963), durch einen Genickbruch getötet wurde. Aus diesem tragischen Vorfall entstanden ihr keine rechtlichen Konsequenzen, zumal es an dieser Stelle bereits mehrfach tödliche Unfälle gegeben hatte. Sie vermied für lange Zeit, über diesen Vorfall zu sprechen, und tat dies erst, als er im Präsidentschaftswahlkampf im Jahr 2000 öffentlich wurde. 2001 gab sie Oprah Winfrey ein Interview zu diesem Ereignis und beschrieb es später detailliert mit seinen psychologischen Folgen in ihrer Autobiographie Spoken from the Heart. So habe sie nach dem Unfall für viele Jahre ihren religiösen Glauben verloren und nie den Mut aufgebracht, die Familie des Verstorbenen zu besuchen.
Im Jahr 1964 besuchte Welch die Southern Methodist University im Dallas County und erwarb dort im Jahr 1968 einen Bachelor in Grundschulpädagogik. Danach begann sie als Grundschullehrerin in Dallas zu arbeiten.

### Berufliche Neuorientierung (1969–1977)
Im Juli 1969 versuchte Welch eine berufliche Neuorientierung. Mit einer Freundin zog sie nach Washington, D.C. und bewarb sich dort ohne Erfolg bei dem Abgeordneten aus ihrem Kongresswahlbezirk George H. Mahon um eine Anstellung. Am Ende des Sommers kehrte sie nach Texas zurück und arbeitete für zwei Jahre als Lehrerin in Houston. Bewusst entschied Welch sich mit der John F. Kennedy Elementary School für eine Schule, die hauptsächlich von afroamerikanischen Kindern aus verarmten Elternhäusern besucht wurde. Betroffen von den dort erlebten Verhältnissen entschied sie sich, Bibliothekarin zu werden, um mit der Förderung der Lesebildung von Kindern und Jugendlichen ihre Perspektiven zu verbessern. Hierzu studierte sie Bibliothekswissenschaft an der University of Texas at Austin und schloss 1972 mit einem Master ab. Danach kehrte Welch nach Houston zurück und arbeitete an einer öffentlichen Bibliothek in einer einkommensschwachen Gegend. Hier half sie neben ihrer Hauptbeschäftigung unter anderem Kindern das Lesen beizubringen und beschäftigte sich mit den Klassikern in der Literatur. Welch trat einem Lesezirkel für Frauen bei, der sich feministische Literatur aneignete. Darunter waren Werke von Germaine Greer, Betty Friedan und Robin Morgan. In einem TV-Interview mit ABC News bezeichnete sie sich als Feministin und hatte eine entsprechende Einstellung wahrscheinlich schon vor ihrem Eintritt in diesen Lesezirkel.
Schließlich kehrte sie wieder in den Schuldienst zurück und übernahm die Leitung der Bibliothek der Molly Dawson Elementary School in Austin. Wie sie später als First Lady vor dem Senatsausschuss für Erziehung (United States Senate Committee on Health, Education, Labor, and Pensions) berichtete, wurde ihr hier die gesellschaftliche Bedeutung einer besseren Alphabetisierung noch bewusster. Sie stellte nämlich fest, dass viele Lehrer Schüler mit Leseproblemen fallen ließen, obwohl diese eigentlich viele andere Begabungen und Talente aufwiesen. Zu dieser Zeit hatte sie trotz ihres sozialen Engagements kein besonderes politisches Interesse, das über die Ausübung des Stimmrechts hinausging, das sie regelmäßig demokratisch wählen ließ.

### Hochzeit mit George Walker Bush, Familiengründung und Beginn der politischen Laufbahn (1977–2000)

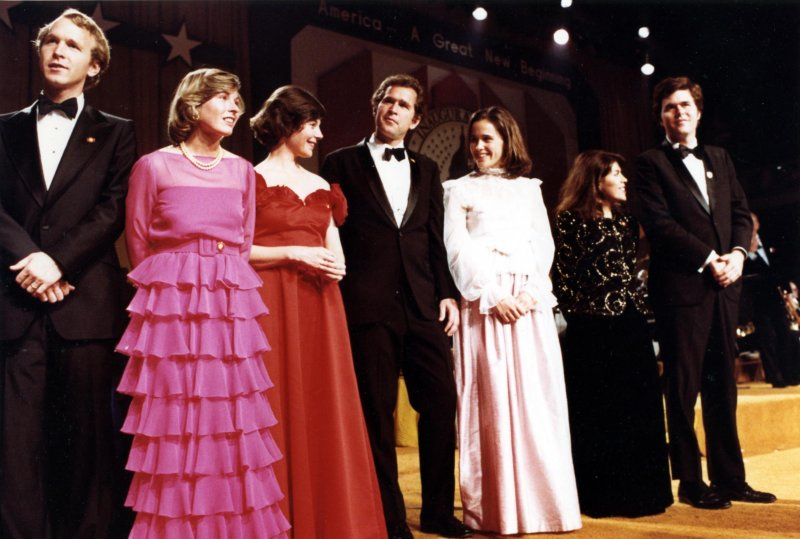
Laura (dritte von links) und neben ihr George W. Bush auf dem Ball zum Amtsantritt von Ronald Reagan am 20. Januar 1981

Daher lehnte Welch das Angebot ihrer Freunde, sie mit dem Sohn des ehemaligen Kongressabgeordneten George H. W. Bush bekannt zu machen, zuerst ab. Als sie George W. Bush im Spätsommer 1977 auf einer Barbecue-Party gemeinsamer Freunde schließlich doch kennenlernte, entwickelte sich zwischen ihnen sofort eine große Leidenschaft. Keine sieben Wochen danach verlobten sie sich und am 5. November 1977 heirateten sie. Aus der Ehe gingen im November 1981 die Zwillinge Barbara und Jenna hervor. Bereits vor ihrer Bekanntschaft hatte sich Bush dazu entschlossen, für den Kongress zu kandidieren. Daher begleitete sie unmittelbar nach der Hochzeit ihren Mann auf seiner Wahlkampftour, auf der sie ihre erste politische Rede hielt. Trotz der Niederlage von George H. W. genoss Laura diese Erfahrung und schätzte das Verständnis ihres Mannes für die strategischen und persönlichen Aspekte von Politik.
Im Jahr 1987 kehrte George W. Bush in die Politik zurück und zog mit seiner Frau für kurze Zeit nach Washington, wo er den Präsidentschaftswahlkampf seines Vaters unterstützte. Laura Bush war zu dieser Zeit regelmäßig bei ihren Schwiegereltern im Number One Observatory Circle, der offiziellen Residenz des amerikanischen Vizepräsidenten. Hier bekam sie einen ersten Eindruck davon, was es bedeutet, ständig im Rampenlicht der Öffentlichkeit zu stehen. Im Jahr 1994 half Laura Bush ihrem Mann beim erfolgreichen Wahlkampf für das Amt des Gouverneurs von Texas. Dazu hielt sie Reden vor Frauengruppen rund um Dallas und begleitete George W. Bush auf seiner Wahlkampftour durch den Bundesstaat. Als First Lady von Texas war Laura Bush sowohl bei Republikanern als auch Demokraten beliebt. Sie war federführend für einige Förderprojekte wie zum Beispiel die Früherkennung von Brustkrebs, Bibliotheken und im Bereich der Kultur. Außerdem arbeitete sie mit Abgeordneten beider Fraktionen aus der State Legislature von Texas zusammen, um Programme zur Verbesserung der frühkindlichen Bildung und Lesefähigkeit anzustoßen. Der Höhepunkt ihres Wirkens war die 1996 geschehene Einführung des Texas Book Festivals, das als Literaturfestival Vorbild für das später entstandene National Book Festival („Nationales Buchfestival“) wurde und Spenden für Bibliotheken einsammelte.

### Präsidentschaftswahlkampf 2000

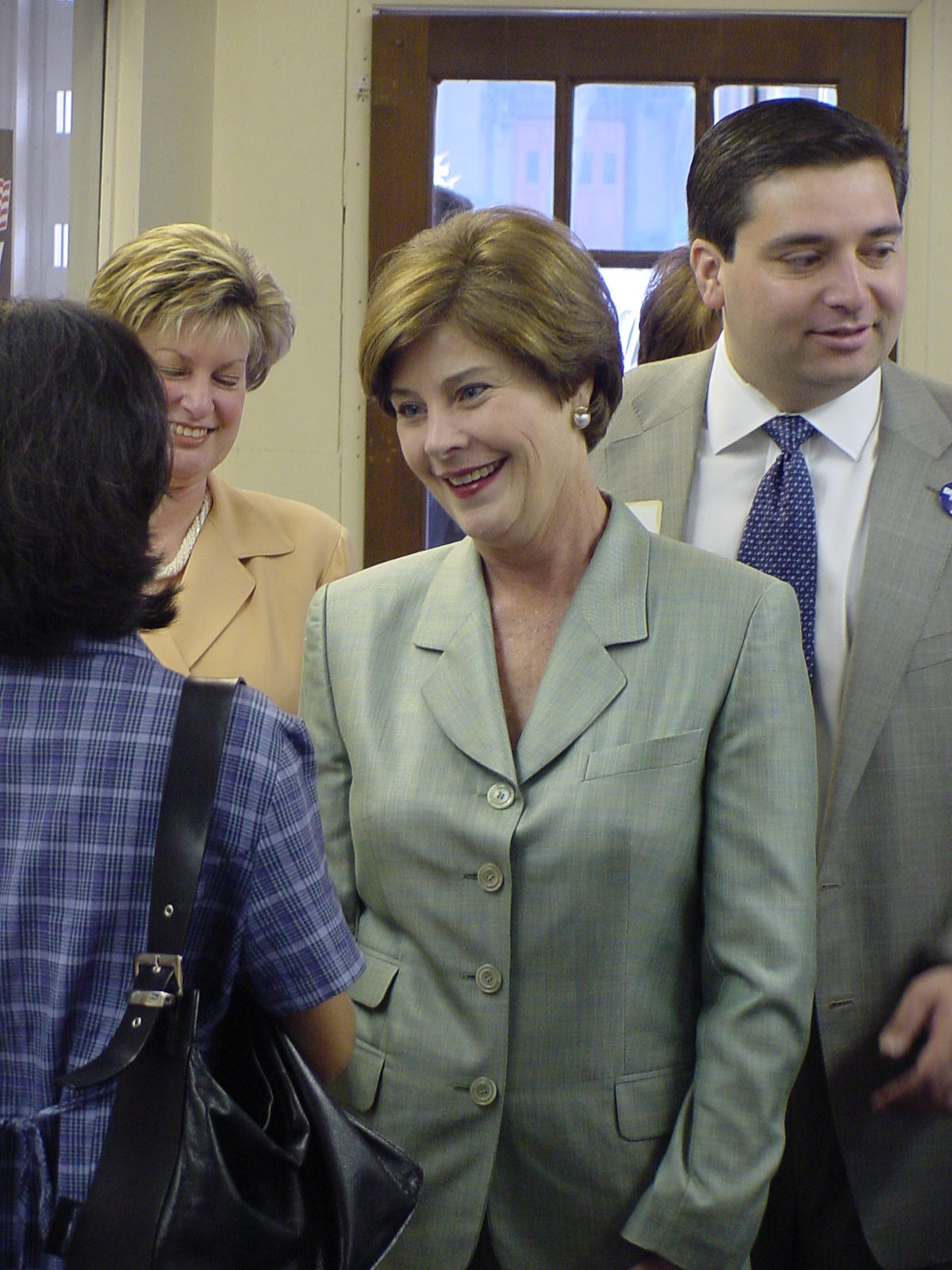
Laura Bush im Präsidentschaftswahlkampf 2000 in Pasadena

Mit ihrer Unterstützung von George W. im Präsidentschaftswahlkampf 2000 gegen Al Gore betrat sie erstmals die Bühne der nationalen Politik. Auf der Republican National Convention in Philadelphia hielt sie am 31. Juli eine Grundsatzrede (Keynote Address) zur Hauptsendezeit. Dazu wurde die Rednerbühne wie ein Klassenraum dekoriert mit Kindern, die auf Schulbänken saßen. In der Ansprache lobte Laura Bush die Politik des texanischen Gouverneurs und hob seine überparteilichen Bildungsinitiativen hervor. Sie versprach, dass ihr Mann als gewählter Präsident Programme zur Lehrerfortbildung stärken werde. Der führende Politanalyst auf CNN, Jeff Greenfield, lobte die Rede als ein eindrucksvolles Debüt auf der nationalen Bühne. Obwohl Laura Bush die Teilnahme an der Wahlkampagne genoss, räumte sie ein, dass es sich um eine aufreibende Tätigkeit handelte. Dabei zeigte sie sich den Journalisten gegenüber schlagfertig. Als ein Reporter sie nach ihrer Haltung zur Todesstrafe fragte, die von der ihres Gatten abwich, antwortete sie, dass sie es nicht der Presse mitteilen werde, wenn sie andere Ansichten habe als der Präsidentschaftskandidat. Diese Art entschlossener, aber sich nicht festlegender Antworten wurden zu einem Markenzeichen von Laura Bush im Wahlkampf. Einzig im Bereich der Bildung kündigte sie explizit Initiativen als First Lady an. Kurz vor der Amtseinführung von George W. als nächstem Präsident gab Laura Bush ein Interview, in dem sie zwar wie ihr Mann eine Reduzierung der Abtreibungen als ein Ziel postulierte, aber entgegen der Parteilinie der Republikaner keine Revision der Grundsatzentscheidung des Obersten Gerichtshofes der Vereinigten Staaten im Falle Roe v. Wade forderte.

### First Lady (2001–2009)

Laura Bush bei der Amtseinführung ihres Mannes am 20. Januar 2001.

In der Zeit nach der Präsidentschaftswahl, die letztendlich erst am 12. Dezember durch ein Urteil des Obersten Gerichtshofes zur Stimmenauszählung in Florida entschieden wurde, beteiligte sie sich an der Vorbereitung des Texas Book Festivals. Auch nachdem sie das Weiße Haus bezogen hatte, fragten Reporter Laura Bush immer wieder, ob sie sich in ihrer Rolle als First Lady an der selbstbewussten und politisch initiativen Hillary Clinton oder der zurückhaltenden und häuslichen Barbara Bush orientieren wollte. Sie gab an, dass sie lediglich Laura Bush sein wolle und mit ihrem Mann zwar politische Themen diskutiere, aber nicht als seine Beraterin fungiere. Den zweiten Aspekt betonte sie vor allem im Präsidentschaftswahlkampf von 2000, um sich von Hillary Clinton abzuheben, der zu viel Einflussnahme auf die Politik ihres Mannes vorgeworfen worden war. Später trat sie mit ihrer politischen Rolle offensiver an die Öffentlichkeit und äußerte ihren Ärger darüber, dass sie von vielen als nicht qualifiziert genug für eine solche Funktion wahrgenommen wurde.
In den ersten Monaten als First Lady machte Laura Bush Erziehung zu ihrem Hauptanliegen. So richtete sie im Juli 2001 an der Georgetown University eine Konferenz zu frühkindlicher Erziehung aus. Im Gegensatz zu Hillary Clinton, die Büros im präsidialen West Wing des Weißen Hauses für sich beansprucht hatte, zog Laura Bush mit ihrem Stab zurück in den East Wing und war anfangs weniger präsent in den Medien als noch im Präsidentschaftswahlkampf. Dafür wurde sie von einigen Kommentatoren kritisiert, die ihr die Rückkehr zu einer traditionellen, komplett hinter den Mann zurücktretenden Frauenrolle vorwarfen und sie in diesem Zusammenhang mit Mamie Eisenhower verglichen. Auch wurde bemängelt, dass sie mit Erziehung ein wenig kontroverses Schlüsselthema ausgewählt habe. Einige Journalisten bezeichneten sie etwas despektierlich einfach als „frühere Schullehrerin“. Eine derart simplifizierende Presseberichterstattung über First Ladies war ein bekanntes Phänomen und hatte zuvor unter anderem Rosalynn Carter getroffen, deren Engagement für eine bessere psychiatrische Versorgung von den Medien kaum wahrgenommen wurde. Laut der Historikerin Maurine Beasley fanden First Ladies mit ihrer Wohltätigkeit meist wenig Beachtung, weil dies für die konventionellen Medien einen geringen Nachrichtenwert habe. Große Aufmerksamkeit hingegen werde ihnen geschenkt, wenn sie sich in der Öffentlichkeit mit politischen Themen ihres Gatten beschäftigten.

#### Terroranschläge vom 11. September 2001

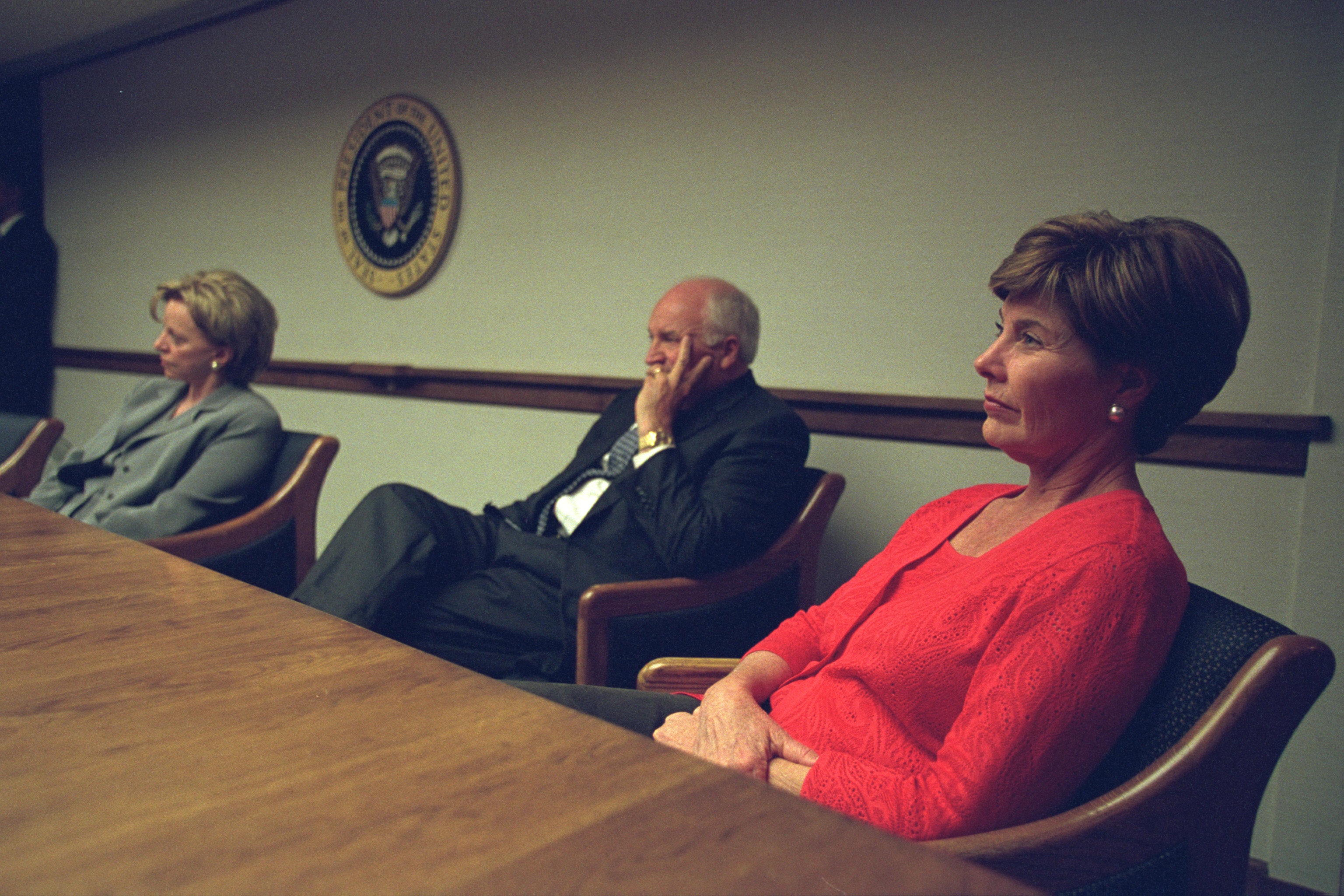
Laura Bush mit Dick Cheney und dessen Gattin im Presidential Emergency Operations Center nach den Terroranschlägen am 11. September 2001

Am 11. September 2001 befand sich Laura Bush auf dem Weg zum Senatsausschuss für Erziehung, um dort zu den Ergebnissen der Georgetown University-Konferenz vorzutragen, als sie von den Terroranschlägen auf das World Trade Center erfuhr. Die Anhörung wurde daraufhin abgesagt und auf einer kurzfristig einberufenen Pressekonferenz sprach sie den Angehörigen der Anschlagsopfer und den Rettungskräften tröstende Worte aus. Nur wenige Minuten später wurden sie und alle anderen Personen, die sich in diesem Moment in Capitol Hill aufhielten, wegen des Einschlags der Boeing 757 in das Pentagon evakuiert. Als eine der ersten Maßnahmen nach den Anschlägen vom 11. September veranlasste sie, dass eine methodistische Geistliche ihren traumatisierten Mitarbeiterstab betreute. In der Folgezeit erschien Laura Bush der Öffentlichkeit mit einem veränderten Rollenverständnis als First Lady. So gehörte sie zu den ersten hochrangigen Offiziellen, die sich in den Tagen nach dem Ereignis äußerten, so am 18. September in der populären Oprah Winfrey Show. Sie reiste durch die Vereinigten Staaten und besuchte Trauerzeremonien, Familien von Opfern und Schulen. Die Presse bezeichnete Laura Bush in den folgenden wiederholt als „caretaker in chief“ („Chefbetreuerin“) und „comforter in chief“ („Cheftrösterin“). Der Historiker Michael Beschloss lobte Laura Bush dafür, dass sie in dieser Krise wie ein Staatsoberhaupt agiert habe, wozu der Präsident aufgrund seiner Funktion als politischer Manager nicht immer in der Lage sei. Er verglich ihr Verhalten mit dem von Elisabeth II. während des Zweiten Weltkriegs.
Am 17. November 2001 hielt Laura Bush die wöchentliche Radioansprache des Präsidenten, womit sie einen historischen Präzedenzfall schuf. In dieser Rede thematisierte sie das Leid von Frauen und Kindern unter den Taliban im Islamischen Emirat Afghanistan. Laura Bush erklärte, dass nicht der Islam die Unterdrückung von Frauen lehre, sondern das Schulverbot für Mädchen und andere Repressionen auf das Regime der Taliban und den Einfluss von al-Qaida zurückzuführen seien. Die Feministinnen Gloria Steinem und Eleanor Smeal sprachen der First Lady für diese Rede ihre Anerkennung aus. Für Laura Bush stellte diese Rede einen Wendepunkt im Verständnis der Rolle einer First Lady dar, weil sie sich nun bewusst geworden war, welchen Einfluss sie in dieser Funktion ausüben konnte. Im Januar 2002 konnte sie das Briefing vor dem Senatsausschuss nachholen, das durch die Terroranschläge vom 11. September verhindert worden war. Hierbei traf sie auf die Senatorin Hillary Clinton, die sich zu ihrem Vortrag lobend äußerte.

#### Irakkrieg und Präsidentschaftswahl 2004

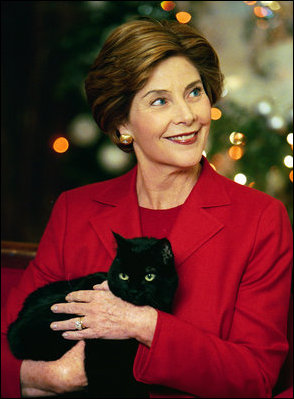
Laura Bush mit India, der Hauskatze der Familie (2004)

Im November 2001 richtete Laura Bush eine literaturwissenschaftliche Konferenz zu Mark Twain aus, der im Jahr 2002 zwei weitere Symposien folgten. Für den Februar 2003 plante sie die Veranstaltung eine Konferenz zu amerikanischer Lyrik. Zu dieser politisch spannungsreichen Zeit zeichnete sich der Beginn des Irakkriegs ab. Aus Protest gegen die Kriegspolitik des Weißen Hauses schlug der Dichter Sam Hamill die Einladung aus und rief andere Teilnehmende dazu auf, Antikrieg-Gedichte zu sammeln und zu diesem Anlass der First Lady zu präsentieren. Die Lyrikerinnen Adrienne Rich, Rita Dove und weitere sagten daraufhin entsprechende Beiträge zu. Als Laura Bush von diesem Vorhaben erfuhr, verschob sie die Konferenz bis auf Weiteres. Ann Gerhart räumte in ihrer Biographie über Laura Bush im folgenden Jahr ein, dass es für sie unfassbar gewesen sei, warum die First Lady diesen Protest nicht habe vorauskommen sehen. Obwohl sie unerschütterlich den zunehmend unpopulären Irakkrieg unterstützte, blieben ihre Beliebtheitswerte hoch.
Bei der Präsidentschaftswahl im Jahr 2004 wurden die Stimmen der Frauen als essenziell für den Sieg angesehen. Aus diesem Grund und wegen ihrer ungetrübten Popularität engagierte sich Laura Bush an vorderster Front im Wahlkampf gegen John Kerry. In wichtigen Swing States absolvierte sie Solo-Auftritte und sammelte bis Februar 2004 5,5 Millionen US-Dollar an Wahlkampfspenden ein. Beobachter nahmen sie während der Kampagne als selbstsicherer und kampfeslustiger als vier Jahre zuvor wahr. So warf Laura Bush den Demokraten vor, die Position ihres Mannes zur Stammzellenforschung nur verzerrt wiederzugeben und bei den Senioren Ängste um ihre soziale Sicherheit zu schüren. Ihre Rede vor dem Nominierungsparteitag drehte sich dieses Mal nicht in der Hauptsache um Erziehung, sondern beschäftigte mit unterschiedlichen außen- und innenpolitischen Themen, wobei sie unter anderem Bezug auf Václav Havel und Tony Blair nahm. Letztendlich siegte George W. Bush bei der Wahl, wobei er in der Wählergruppe der Frauen den Vorsprung der Demokraten im Vergleich zu 2000 um acht Prozentpunkte verringern konnte.

#### Auslandsbesuch in Afghanistan 2005

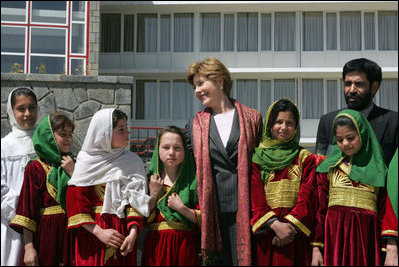
Laura Bush mit afghanischen Mädchen kurz nach ihrer Ankunft in Kabul.

Zu Beginn des Jahres 2005 startete Laura Bush mit der Planung eines Auslandsbesuches in Afghanistan. Aufgrund der von den Vereinigten Staaten angeführten Intervention in diesem Land stellte dieses Vorhaben ein besonderes Sicherheitsrisiko für die First Lady dar. Daher wurde ihre Visite mit dem der Organisation US-Afghan Women’s Council (Amerikanisch-Afghanischer Frauenrat; USAWC) verzahnt. Die USAWC war eine halbstaatliche Organisation, die 2002 vom Präsidenten ins Leben gerufen worden war. Durch diese Zusammenlegung konnte der Besuch von Laura Bush so unauffällig wie möglich gestaltet werden. Eine Bedingung der Sicherheitskräfte war, dass die First Lady noch am gleichen Tag und vor Einbruch der Dunkelheit die Rückreise antreten musste. Am 31. März 2005 landete sie schließlich auf der Bagram Air Base und reiste von dort mit einem Helikopter weiter nach Kabul. Hier besuchte sie unter anderem die Eröffnungszeremonie der American University of Afghanistan, zu der eine von ihr mitfinanzierte Bildungseinrichtung für Lehrerinnen gehörte. Hier sprach sie vor mehreren hundert afghanischen Frauen und kündigte 20 Mio. US-Dollar zur finanziellen Unterstützung von Bildungseinrichtungen an. Des Weiteren besuchte sie ein Projekt zur Wiederaufforstung und die amerikanischen Kommandeure eines Provincial Reconstruction Teams. Außerdem hatte sie ein privates Treffen mit Präsident Hamid Karzai und seiner Frau. Nach dem Besuch von Pat Nixon in Vietnam 1969 war dies das zweite Mal in der amerikanischen Geschichte, dass sich eine First Lady in einer aktuellen Kampfzone der Streitkräfte der Vereinigten Staaten aufhielt.

#### Internationale Hilfsprojekte

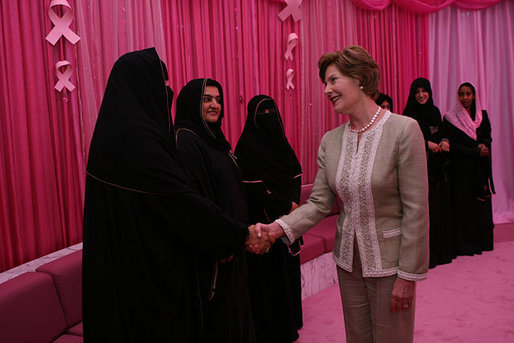
Laura Bush bei einem Treffen mit Frauen in den Vereinigten Arabischen Emiraten im Oktober 2007

Während der zweiten Amtszeit ihres Mannes stieß Laura Bush vermehrt internationale Hilfsprojekte in den Bereichen Gesundheit und Erziehung an, weil sie sich laut eigener Aussage ihrer Einflussmöglichkeiten in diesem Feld zunehmend bewusst wurde. In diesem Zusammenhang kam es zu einer engen Zusammenarbeit zwischen ihrem Stab und dem des Präsidenten im West Wing. Im Juni 2006 initiierte sie die US-Middle East Partnership for Breast Cancer Research and Awareness („Partnerschaft für die Erforschung und Wahrnehmung von Brustkrebs zwischen den Vereinigten Staaten und dem Mittleren Osten“). Neben der amerikanischen Regierung waren an diesem Projekt die private Forschungsstiftung Susan G. Komen for the Cure und das University of Texas MD Anderson Cancer Center („MD Anderson Krebszentrum der University of Texas“) beteiligt. Ziel war es, dieses in den Ländern des Nahen Ostens noch vielfach tabuisierte Krankheitsbild der Öffentlichkeit bewusst zu machen und die betroffenen Frauen aus ihrer häufig erlebten sozialen Ausgrenzung zu befreien. Im Rahmen dieses Projektes besuchte sie im Oktober 2007 die Vereinigten Arabischen Emirate, Jordanien, Kuwait und Saudi-Arabien. Bei ihrer Reise wies sie in der Öffentlichkeit darauf hin, dass in den Vereinigten Staaten selbst diese Krankheit bis in die jüngere Vergangenheit noch größtenteils verschwiegen worden sei. Als sie in Saudi-Arabien Brustkrebspatientinnen und Anwältinnen traf, schenkten diese ihr ein Kopftuch, was Laura Bush sofort anzog. Später wurde sie auf Fox News von Chris Wallace mit dem Vorwurf konfrontiert, dass diese Handlung ein stillschweigendes Einverständnis für die Unterdrückung der Frauen im Islam gewesen sei. Laura Bush entgegnete, dass das Kopftuch ein Teil der dortigen Kultur und Religion sei und von Frauen nicht als ein Mittel zu ihrer Unterdrückung gesehen werde.
Ein weiteres wichtiges diplomatisches Betätigungsfeld der First Lady war die Unterstützung des von ihrem Mann initiierten Programms zur AIDS-Bekämpfung. Der President’s Emergency Plan for AIDS Relief („Präsidiales Notfallprogramm zur AIDS-Bekämpfung“), der unter der Abkürzung PEPFAR bekannt wurde, stellte das größte internationale Hilfsprogramm dar, das jemals zur Bekämpfung einer einzelnen Krankheit initiiert wurde. Laura Bush besuchte 12 der 15 wichtigsten Empfängerländer, die größtenteils in Afrika lagen. Außerdem fungierte sie als bedeutendste Fürsprecherin für die Initiative ihres Mannes zur Bekämpfung der Malaria. Obwohl ihr diplomatischer Stil stets auf kulturelle Unterschiede Rücksicht nahm und sie immer wieder einräumte, dass die Vereinigten Staaten in ihrer Geschichte Fehler begangen hätten, hielt sie sich nicht zurück, wenn sie Frauen in ihren fundamentalen Menschenrechten, wie zum Beispiel dem Wahlrecht oder Zugang zu Bildung, verletzt sah. So forderte sie in ihrer Rede auf dem Weltwirtschaftsforum im Mai 2005 in Jordanien die Teilhabe von Frauen an Regierung und Entscheidungsprozessen, woraufhin die Delegation aus Saudi-Arabien den Saal verließ. Eine Kontroverse aus anderen Gründen löste sie im gleichen Jahr in Ägypten aus, als sie dort zwei Tage vor der Wahl ein Referendum von Präsident Husni Mubarak lobte, das die Teilnahme an der Präsidentschaftswahl für Oppositionsparteien öffnete. Jedoch verlangte das neue Gesetz von der al-Ghad-Partei und der Muslimbrüder-Bewegung die Unterstützung durch Mitglieder der regierenden Nationaldemokratischen Partei, um zur Wahl zugelassen zu werden. Diese hatten daraufhin zum Boykott des Referendums aufgerufen. Laut Laura Bush war ihr dieser Umstand auf dem vorbereitenden Briefing nicht mitgeteilt worden.
Laura Bush brachte sich auch in Themen jenseits von Gesundheit und Bildung ein, die klassischerweise mit der First Lady verbunden werden. Schon lange hatte sie an dem jahrelangen Hausarrest der Oppositionellen Aung San Suu Kyi durch das Militärregime in Burma Anstoß genommen. Zwischen 2006 und 2008 initiierte die First Lady einige Aktionen, um eine Verbesserung der Menschenrechtslage in diesem Land zu erreichen. Sie brachte gemäß einem Bericht der Lowell Sun George W. dazu, sich im Jahr 2007 bei seiner Rede vor der Generalversammlung der Vereinten Nationen gegen die Militärdiktatur in Burma auszusprechen. Sie selbst leitete bei den Vereinten Nationen ein Rundgespräch zu diesem Thema, veröffentlichte im Oktober 2007 im Wall Street Journal einen Gastkommentar und unterschrieb mit 16 Senatorinnen einen offenen Brief an den UN-Generalsekretär Ban Ki-moon, der ihn dazu aufforderte, Druck auf Naypyidaw für die Freilassung von Aung San Suu Kyi auszuüben. Laura Bush rief ihn persönlich an, als das Militärregime von buddhistischen Mönchen und Nonnen angeführte Demonstrationen im September 2007 gewaltsam niederschlug. Am Unabhängigkeitstag Burmas am 4. Januar 2008 veröffentlichte sie eine Stellungnahme, in der sie die Militärdiktatur unter Than Shwe vorwarf, die Bevölkerung zu unterdrücken und in Armut zu halten. Im Mai 2008 brach sie mit einer First Lady-Tradition und wartete bei einem offiziellen Pressebriefing im Weißen Haus nicht die Fragen der Journalisten ab, sondern adressierte eigeninitiativ die Missstände in Burma. Angesichts der Verwüstungen durch den Zyklon Nargis forderte sie das Regime auf, die Einreisebeschränkungen aufzulockern, so dass ausländische Katastrophenhelfer ins Land gelangen könnten. Im August 2008 besuchte sie ein Flüchtlingslager an der thailändisch-burmesischen Grenze und die dazugehörige kleine Klinik. Von hier aus forderte sie das Militärregime in Burma auf, alle politischen Gefangenen freizulassen, und drängte auf einen Handelsboykott gegen Edelsteine aus diesem Land.

#### Hurrikan Katrina
Ähnlich wie nach den Terroranschlägen vom 11. September 2001 engagierte sich Laura Bush im Falle von Hurrikan Katrina, der im August 2005 den Südosten der Vereinigten Staaten mit großer Gewalt traf, für die Opfer, während George W. sich Schuldzuweisungen und dem Zorn der Betroffenen ausgesetzt sah. Zwischen 2005 und 2008 bereiste sie insgesamt 24-mal die Region und besuchte unter anderem Schulen. Sie verteidigte den Präsidenten gegen Vorwürfe im Zusammenhang mit der Katastrophenhilfe des Bundes und bezeichnete die Vermutung, er habe aus rassistischen Gründen die Opferhilfe verzögert, als „widerlich“. Beim Wiederaufbau der durch die Naturkatastrophe zerstörten Infrastruktur betonte Laura Bush die Bedeutung von Schulbibliotheken und die Fortführung des Schulunterrichts für Kinder insgesamt. Dazu griff sie auf die von ihr 2001 gegründete Laura Bush Foundation for America’s Libraries („Laura Bush-Stiftung für amerikanische Bibliotheken“) zurück und rief im September 2005 bei einem Empfang der Spender für das National Book Festival diese zur Unterstützung auf. Diese Gruppe sammelte insgesamt 6 Mio. US-Dollar ein, die Bibliotheken in der Golfküstenregion zugutekamen.

#### Projekte im Bereich der Kultur und Konservation

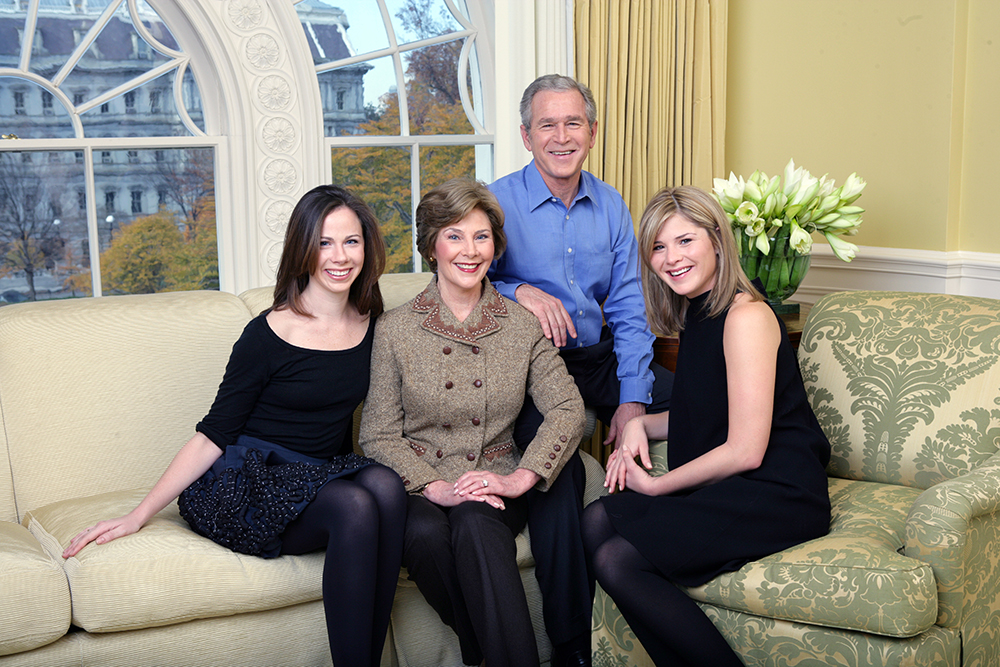
Familienporträt der Bush-Familie aus dem November 2007. Von links nach rechts: Barbara, Laura, George W. und Jenna Bush.

Während der zweiten Amtszeit von George W. war Laura weiterhin an Projekten beteiligt, die Bildung förderten und Analphabetismus bekämpften. Außerdem bereiste sie 2005 das Land, um Werbung für die „Heart Truth“-Kampagne der National Institutes of Health („Nationale Gesundheitsinstitute“) zu machen, die sich der Aufklärung und Bekämpfung von Herz-Kreislauf-Erkrankungen bei Frauen widmete. Als First Lady kümmerte sich traditionellerweise um die Hausverwaltung. So ließ sie mehrere historische Räume im Weißen Haus, im West Wing, im Eisenhower Executive Office Building sowie in Camp David restaurieren. Als eines der aufwendigsten und schwierigsten dieser Bauvorhaben erwies sich die Restaurierung des früheren Büros von Abraham Lincoln im ersten Stockwerk des Weißen Hauses. Laura Bush beließ es nicht nur bei derlei bewahrenden Maßnahmen des historischen Erbes, sondern erweiterte die Kunstsammlung des Weißen Hauses um ein Gemälde des Afroamerikaners Jacob Lawrence, das den kostspieligsten Erwerb in der Geschichte des Hauses darstellte. Generell beendeten sie, aber auch ihr Mann, den auf vielen Feldern stattfindenden amerikanischen Kulturkampf zumindest in einem Gebiet, indem sie die Bundesmittel für Kunst erhöhten und ihre Wertschätzung für die Künste und Literatur zum Ausdruck brachten. Laura Bush nahm im Fall der National Endowment for the Arts („Nationalstiftung für Kunst“) wahrscheinlich erfolgreich Einfluss auf die Personalpolitik ihres Mannes, als dieser den Lyriker Dana Gioia zum Leiter dieser Einrichtung ernannte. Mit Gioia gelang es im Jahr 2004, das Budget der Stiftung auf 18 Mio. US-Dollar zu erhöhen, womit unter anderem Wanderausstellungen finanziert wurden, die Meisterwerke der amerikanischen Kunst präsentierten.
Laura Bush setzte das von Hillary Clinton 1998 angeschobene Projekt Save America’s Treasures („Rettet Amerikas Schätze“) fort, das die Konservation des nationalen Kulturerbes zum Ziel hatte. Außerdem engagierte sie sich für Preserve America („Bewahrt Amerika“), ein Regierungsprogramm ihres Mannes, das ausgewählte Gemeinden bei der Bewahrung ihres Kultur- und Naturerbes unterstützte. Außerdem fungierte Laura Bush als Ehrenvorsitzende der National Park Foundation („Nationalpark-Stiftung“) für den National Park Service und startete zum Gedenken an Lady Bird Johnsons Initiativen auf diesem Feld in den 1960er Jahren das Konservations- und Bildungsprojekt First Bloom („Erste Blüte“). Laura Bush überzeugte laut einem Bericht der Lowell Sun ihren Mann davon, im Pazifik große Zonen unter Schutz zu stellen, obwohl sich Vizepräsident Dick Cheney dagegen aussprach. Daraus entstand das Marianas Trench Marine National Monument, das vom Präsidenten noch kurz vor der Amtseinführung von Barack Obama geschaffen wurde.
Im Jahr 2008 veröffentlichte Laura Bush mit ihrer Tochter Jenna das illustrierte Kinderbuch Read All About It!. Ziel des Buches war es, Kinder für das Lesen zu begeistern. Eine Rezension in der New York Times fiel kritisch aus und stellte in Zweifel, ob Read All About It! wirklich Kinder zum Lesen anregte.

#### Projekte im Bereich der Prävention von Gang- und Jugendkriminalität
Laura Bushs Aktivität auf dem Feld der Prävention von Gang- und Jugendkriminalität war für eine First Lady untypisch und überraschte die Öffentlichkeit. Ab dem Jahr 2005 führte sie die präsidiale Kampagne Helping America’s Youth („Amerikas Jugend helfen“; HAY) an. Dieses mit 150 Mio. US-Dollar ausgestattete Regierungsprogramm hatte George W. Bush im Februar 2005 in der „Ansprache zur Lage der Nation“ angekündigt. HAY sollte das allgemeine Bewusstsein in der Gesellschaft für Risikofaktoren schärfen, die Jugendliche zu Gangmitgliedern machten. Dazu wurde unter anderem mit dem Jesuiten Greg Boyle zusammengearbeitet, der in Los Angeles das landesweit größte Interventionsprojekt gegen Gangkriminalität betrieb. Andere Adressaten waren Ausbildungsträger und Berater, die Jugendlichen bei ihrem Weg aus der Kriminalität halfen. Im Oktober 2005 wurden Ausrichter und Teilnehmer dieser Programme zu einer Konferenz an die Howard University in Washington und zu einem Empfang im Weißen Haus eingeladen. Laura Bushs Engagement führte schließlich zu einer Executive Order, die landesweit eine zentrale Meldestelle für potenzielle Hilfsprojekte in der Prävention von Jugendkriminalität erfasste. Allerdings nahmen die überregionalen Medien kaum Notiz vom HAY-Engagement der First Lady, wobei die New York Times eine Ausnahme bildete und von Laura Bush zu einem Interview in das Weiße Haus eingeladen wurde. In ihrer Autobiographie gab sie später dazu an, durch die latent feindselige Art der Befragung durch den Reporter Jason DeParle überrascht worden zu sein. DeParle habe ihr in stereotyper Manier unterstellt, dass sie aufgrund ihrer Herkunft und ihres Status kein ehrliches Interesse am Schicksal eines Gangmitglieds aufbringen könnte.

### Nach der Präsidentschaft (seit 2009)
Nach der Amtseinführung von Obama bezogen Laura und George W. Bush ihr neues Anwesen in Dallas. Im Jahr 2010 veröffentlichte Laura Bush ihre Autobiographie Spoken from the Heart. In diesem Buch beschreibt sie zwar ihre acht Jahre im Weißen Haus, aber der Fokus liegt auf ihrem Leben davor. So geht sie ausführlich auf ihre Kindheit und Jugend in Midland inklusive des von ihr verursachten tödlichen Autounfalls ein. In politischer Hinsicht enthält die Autobiographie laut der New York Times keine neuen Erkenntnisse zur Präsidentschaft von George W. Bush. Der Rezensent Michiko Kakutani beurteilte Spoken from the Heart insgesamt als eine konventionelle Autobiographie einer Politikergattin, die in vorhersehbarer Weise die Entscheidungen ihres Mannes wie zum Beispiel für den Irakkrieg oder gegen einen Besuch in New Orleans nach Hurrikan Katrina verteidigte. In einem Interview 2012 erklärte Laura Bush, dass sie erst ein Buch über ihre Zeit als First Lady schreiben wollte, aber im Jahr 2009 nach ihrer Rückkehr in die Heimat zur Überzeugung gelangt war, in ihrer Autobiographie den Schwerpunkt auf ihre Lebenszeit in Texas vor der Präsidentschaft ihres Gatten zu legen.
Im Jahr 2012 kam es zu einer Debatte über Laura Bushs Rollenverständnis der First Lady. Den Anlass dazu bot ihre Nominierung für den Alice Award, einer zu Ehren der Suffragetin Alice Paul ausgelobten Auszeichnung, die durch das Sewall–Belmont House and Museum vergeben wird. Dass Laura Bush für diesen Preis vorgeschlagen wurde, wirkte auf einige Feministinnen wie ein rotes Tuch. 22 von ihnen protestierten in einem offenen Brief gegen diese Nominierung, darunter einige aus dem Vorstand des Sewall–Belmont House and Museums. Zwar hoben sie das Engagement von Laura Bush für afghanische Frauen anerkennend hervor, aber warfen ihr im Inland als First Lady eine Abstinenz von allen wichtigen Themen der Frauenbewegung wie zum Beispiel dem Abtreibungsrecht vor. Die Präsidentin des Museums Page Harrington, die Journalistin Greta Van Susteren und andere nahmen sie in Schutz, wobei sie die lebensbedrohliche Situation der afghanischen Frauen betonten, für die sich Laura Bush einsetzte. Letztendlich verhinderte der Brief nicht die Preisverleihung an die ehemalige First Lady, die kurz vorher am gleichen Tag die mittlerweile freigelassene Suu Kyi in Washington traf.
Laura Bush engagierte sich auch als ehemalige First Lady weltweit für Frauenrechte. So war sie mit Hillary Clinton und Rula Ghani, der Frau des afghanischen Staatsoberhauptes Aschraf Ghani, im Ehrenvorsitz der USAWC. Außerdem leitet sie ihre eigene Stiftung, die Laura W. Bush Women’s Initiative („Laura W. Bush-Fraueninitiative“), und das George W. Bush Institut in Dallas, das ein Think Tank und Teil des George W. Bush Presidential Centers ist. Im Rahmen dieser Tätigkeit setzt sie sich für Frauenrechte im Nahen und Mittleren Osten ein. Außerdem betreut sie als Institutsvorsitzende die First Ladies Initiative, die 2013 in Tansania auf einer Versammlung der First Ladies Afrikas gestartet wurde. Höhepunkt des Treffens war ein moderiertes Gespräch zwischen Laura Bush und Michelle Obama Ziel dieser Kampagne war es, die mögliche Rolle von First Ladies bei der Bewältigung drängender Herausforderungen herauszustellen. Im August 2014 waren Michelle Obama und Laura Bush Gastgeberinnen einer zweiten First Lady-Versammlung in Washington, die insgesamt mehr als 200 Mio. US-Dollar für Bildungs-, Gesundheits- und Wirtschaftsprojekte in Afrika einsammelte. Im Februar 2015 erhielt Laura Bush durch Rula Ghani die Doktorwürde der American University of Afghanistan im Fach Humanities überreicht. Die beiden freundschaftlich verbundenen Frauen trafen sich im November 2017 erneut und gaben gemeinsam ein Interview auf CNN.

## Historische Bewertung

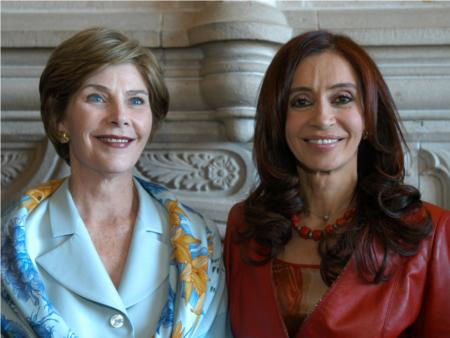
Laura Bush und Cristina Fernández de Kirchner (2005)

Die drei maßgeblichen Biographien über Laura Bush stammen von Antonia Felix (2003), Ann Gerhart (2004) und Ronald Kessler (2006), wobei keine der Autorinnen und Autoren Gespräche mit ihr selbst geführt hatten. Alle drei behandelten die zweite Amtszeit von George W. nicht oder nur am Rande und beruhten auf Interviews mit dem persönlichen Umfeld der First Lady, die keines der Bücher autorisiert hat. In ihrem Überblickswerk First Ladies: From Martha Washington to Michelle Obama (2010) wendete Betty Caroli ein Kategorisierungsschema der Historikerin und Kommunikationswissenschaftlerin Myra Gutin an, das drei Typen von First Ladies unterscheidet: (a) zeremonielle Gastgeberin,
(b) angehende Präsidentensprecherin und (c) unabhängige Aktivistin und politische Stellvertreterin. Caroli ordnete Laura Bush als eine Mischform der Typen B und C ein, die nicht in vollem Umfang als eine vom Präsidenten unabhängige Stimme wahrgenommen wurde. Eine kurze Zusammenfassung ihrer Aktivitäten bietet Bradley Patterson in To Serve the President: Continuity and Innovation in the White House Staff (2008), einer Organisationsanalyse des Weißen Hauses.
Die Historikerin MaryAnne Borrelli (2011) sieht in Bush eine First Lady, die sich im Hintergrund hielt und die politischen Einstellungen ihres Mannes widerspiegelte. Damit habe sie das konservative Frauenbild der Republikaner repräsentiert. Ähnlich argumentiert die feministische Schriftstellerin Naomi Wolf (2004), die das ruhige Wesen von Bush als “Xanax-like” („wie Xanax“) und ohne erkennbaren eigenen Willen kritisierte. Anita McBride (2016) dagegen macht geltend, dass Bush als First Lady insgesamt 75 Länder besucht habe, womit sie nur noch von Pat Nixon übertroffen wird, und der nationale Sicherheitsberater Stephen Hadley auf die große Bedeutung dieser Reisen hingewiesen habe. Viele ihrer Initiativen für Bildung, Frauenrechte, Umweltschutz, Gesundheit und Denkmalpflege seien bis zum heutigen Tag im Gange. Ann Gerhart beschrieb Bush in der 2014 auf C-SPAN ausgestrahlten Fernsehdokumentation First Ladies: Influence & Image als eine von nur wenigen Personen in der Hauptstadt, die nicht nach Anerkennung für ihr Engagement nachsuchten. So blieb sie einer Umfrage von Gallup zufolge weiterhin eine der populärsten First Ladies, als die Beliebtheit ihres Gatten deutlich gesunken war. Insgesamt erreichte sie in dieser Rolle einen durchschnittlichen Zustimmungswert von 73 %. Ihre Beliebtheit nutzten moderate republikanische Kongressabgeordnete, in deren Kongresswahlbezirk Präsident Bush nicht populär war. Als First Lady konnte sie bei Wahlkampfauftritten in diesem Zusammenhang 15 Millionen US-Dollar einsammeln. Trotz ihres Engagements, das über die klassischen Betätigungsfelder bisheriger First Ladies hinausging, blieb an ihr das Image einer in dieser Traditionslinie stehenden Präsidentengattin haften.

## Kulturelle Rezeption
In dem 2008 erschienenen Roman American Wife (deutscher Titel „Die Frau des Präsidenten“, 2009) zeichnet die Schriftstellerin Curtis Sittenfeld ein fiktives Porträt von Laura Bush und hält sich dabei eng an ihre wirkliche Biographie. Außerdem spielt sie eine wichtige Rolle in dem Film W. – Ein missverstandenes Leben von Oliver Stone. In dieser Filmbiografie über ihren Mann wird sie von der Schauspielerin Elizabeth Banks dargestellt.

## Schriften
- Laura Bush, Jenna Bush & Denise Brunkus (Illustrator): Read All About It! HarperCollins, 2008, ISBN 0-06-156075-8.
- Laura Bush: Spoken from the Heart. Scribner, New York 2010, ISBN 1439155208.
- Laura Bush, Jenna Bush: Our Great Big Backyard. HarperCollins, 2016, ISBN 978-0062468352